# Spime
Spime — это неологизм, обозначающий характерный для Интернета вещей футуристический объект, который можно отслеживать в пространстве и времени на протяжении всего его жизненного цикла. Это виртуальные объекты, которые могут в разное время иметь физические воплощения самих себя. Объект можно считать spime, если вся необходимая ему информация хранится в облаке.

## Происхождение
Название этой концепции дал писатель Брюс Стерлинг. Термин представляет собой сокращение от слов «пространство» (англ. space) и «время» (англ. time). Предположительно, впервые он был использован Стерлингом на публичном форуме SIGGRAPH в Лос-Анджелесе в августе 2004 года. Эта идея была более подробно раскрыта в его книге «Shaping Things». С тех пор термин стал более широко употребляться среди исследователей и в индустрии.

## Концепция
Для spime важны следующие аспекты:
1. Небольшие и недорогие средства дистанционной и однозначной идентификации объектов на коротких расстояниях, например, радиочастотная идентификация.
2. Механизм точного определения местоположения чего-либо на Земле, например, GPS.
3. Способ извлечения больших объёмов данных для поиска чего-либо, соответствующего заданным критериям, например, поисковые системы в Интернете.
4. Инструменты для виртуального конструирования практически любых объектов, автоматизированного проектирования.
5. Способы быстрого прототипирования виртуальных объектов в реальные, сложное автоматизированное изготовление деталей объекта с помощью «трёхмерной печати».
6. Срок службы предметов «Cradle-to-Cradle», дешёвая и эффективная переработка[8].

С помощью этих шести методов можно отслеживать весь период существования объекта: от момента его создания (виртуального представления) через процесс производства, историю владения и физического местоположения до его окончательного устаревания и превращения в сырьё для создания новых объектов. Записав эти данные, можно хранить информацию о жизненном цикле объекта и обращаться к ней. Однако spime определяется не только этими аспектами; скорее, если они учтены в рамках производственного процесса, то spime может возникнуть. Из-за физических ограничений и в целях экономической эффективности, объект может быть предшественником spime и выполнять аналогичные функции, но при этом существовать в гетерогенной экосистеме, где часть его функций выполняется другими объектами или совместно с ними. Например, использовать встроенный GPS-датчик в каждом объекте в настоящее время нецелесообразно из-за размера, мощности и стоимости, однако более практичным вариантом может быть базовая станция, определяющая местоположение для одного или нескольких близлежащих устройств.